# Mischocyttarus fitzgeraldi
Mischocyttarus fitzgeraldi är en getingart som beskrevs av Joseph Charles Bequaert 1938.
Mischocyttarus fitzgeraldi ingår i släktet Mischocyttarus och familjen getingar. Inga underarter finns listade i Catalogue of Life.